# طبل بزرگ زیر پای چپ
طبل بزرگ زیر پای چپ فیلمی جنگی به کارگردانی کاظم معصومی محصول سال ۱۳۸۳ کشور ایران است.
داستان فیلم نگاه معمول فیلم‌های ایرانی جنگ ایران و عراق دربارهٔ جنگ را به چالش می‌کشد و نفس جنگ را از لابلای قداست بیرون می‌کشد. در واقع فیلم گوشه‌ای از جنگ را نشان می‌دهد که در آن هر دو طرف به خاطر طولانی شدن جنگی که می‌شد سه ساله به صلح برسد، به پوچی رسیده‌اند. این نگاه دیدگاه حکومتی مربوط به جنگ را که غالباً از آن با عنوان دفاع مقدس یاد می‌کند، نقض می‌کند. شاید همین نگاه دیگر گونه باعث شد تا مدت‌ها وزارت ارشاد اسلامی از اکران فیلم ممانعت به عمل آورد.

## خلاصه داستان
حافظ تنها بازمانده از گروهانی از ارتش ایران است که در خاکریز نیروهای ایران مانده است؛ و به جمع‌آوری اجساد کشته شدگان ایرانی می‌پردازد. در این حین یحیی فرمانده به همراه سربازش مهران تنها بازماندگان گروهان ایرانی که در عملیات ایذایی شب گذشته شرکت داشته‌اند، تازه از راه رسیده‌اند و در خاکریز حافظ پناه گرفته‌اند. مهران از پای چپ زخمی شده است. به دلیل شدت جراحات، فرمانده با کمک حافظ پای چپ مهران را هنگام بیهوشی وی قطع می‌کنند.
مشکل کمبود حاد آب، مهران را کلافه کرده و مهران نیز کل گروه را کلافه نموده است. از طرفی به نظر می‌رسد تشنگی طاقت عراقی‌ها را نیز در سنگر مقابل بریده است. سرانجام حافظ پرچم سفید علم می‌کند و به سمت تنها برکه آبی که در بین خاکریز مردمان ایرانی‌تبار و عراقی‌ها واقع شده می‌رود تا آب بردارد. از طرف خاکریز عراقی نیز یک نظامی با پرچم سفید به طرف برکه رفته و آب برمی‌دارد. صدای توپخانه که گلوله آن در نزدیکی سنگر مردمان ایرانی‌تبار فرود می‌آید؛ این آتش‌بس موضعی را برهم می‌زند. فرمانده که از ابتدا به رفتار طرف عراقی مشکوک بوده، نظامی عراقی را با ضرب گلوله از پای درمی‌آورد.
اما پس از بررسی درمی‌یابد که طرف عراقی تنها بوده و سوءنیتی نداشته است. در انتهای فیلم، فرمانده ایرانی، با انفجار نارنجکی به زندگی خود پایان می‌دهد.

## بازیگران
حسین محجوب، حمید فرخ‌نژاد، بابک حمیدیان، علی احمدی، حسین نوروزی

## عنوان فیلم
طبل بزرگ زیر پای چپ اشاره به دستوری در ارتش ایران است که به هنگام رژه داده می‌شود. این دستور از سربازان می‌خواهد همگی به صورت هماهنگ پای چپ خود را به هنگام شنیدن صدای طبل بزرگ به زمین بکوبند.